# Suçatı, Gürün
Suçatı là một thị trấn thuộc huyện Gürün, tỉnh Sivas, Thổ Nhĩ Kỳ. Dân số thời điểm năm 2011 là 1.422 người.